# Pacte écologique
Vous pouvez aider à l'améliorer ou bien discuter des problèmes sur sa page de discussion.
- Il ne s’appuie pas, ou pas assez, sur des sources secondaires ou tertiaires. (Marqué depuis décembre 2024)
- Son texte doit être wikifié : il ne correspond pas à la mise en forme Wikipédia (style, typographie, liens internes, liens entre les wikis, etc.). (Marqué depuis décembre 2024)
- Il doit être recyclé. La réorganisation et la clarification du contenu sont nécessaires. (Marqué depuis décembre 2024)
- Il a besoin d'un nouveau plan. (Marqué depuis décembre 2024)

- Archive Wikiwix
- Bing
- Cairn
- DuckDuckGo
- E. Universalis
- Gallica
- Google
- G. Books
- G. News
- G. Scholar
- Persée
- Qwant
- (zh) Baidu
- (ru) Yandex
- (wd) trouver des œuvres sur Wikidata

Le Pacte écologique est une proposition de charte environnementale élaborée par la Fondation Nicolas-Hulot pour la nature et l'homme (FNH) et le comité de veille écologique (CVE), en France. Mise en ligne le 7 novembre 2006, elle propose aux candidats à l'élection présidentielle française de 2007 10 objectifs et 5 propositions concrètes en lien avec le développement durable. Les principaux candidats (en nombre de suffrages) ont signé la charte : Nicolas Sarkozy, François Bayrou et Ségolène Royal qui a promis de créer le poste de « Vice-premier ministre pour l’écologie », que propose le Pacte.

## Objectifs
À travers trois objectifs, l'action vise à :  
- interpeller tous les candidats à l'élection présidentielle de 2007, au-delà des clivages politiques ;
- mobiliser les citoyens ;
- ouvrir le débat public avec des propositions concrètes.

Les dix objectifs et les cinq propositions du Pacte écologique sont présentés de manière détaillée dans l’ouvrage intitulé Pour un Pacte écologique. Nicolas Hulot et le Comité de Veille Écologique y présentent les bases d'un Pacte écologique entre les Français et leur président : des objectifs politiques, un programme d'action et des propositions précises à appliquer dès le début du mandat.

## Signatures
Le Pacte écologique a obtenu plus 730 000 signatures de Français. Cinq des douze candidats à l'élection présidentielle, dont les deux présents au deuxième tour, ont signé le Pacte écologique et se sont engagés sur des mesures à la hauteur des enjeux écologiques et climatiques.
La Fondation Nicolas-Hulot pour la nature et l'homme a également proposé à tous les candidats à l'Assemblée nationale, de manifester leur volonté d'agir et de s'y engager en signant Le Pacte écologique législatif. En janvier 2008, 345 députés et 52 sénateurs ont signé le Pacte écologique législatif.

### Soutiens politiques
Les politiques portent une attention toute particulière à ce Pacte puisque 15 candidats supposés ou prononcés l’ont signé :
- Ségolène Royal (PS)
- Marie-George Buffet (PCF)
- Dominique Voynet (Les Verts)
- Antoine Waechter (Mouvement écologiste indépendant)
- France Gamerre (Génération écologie)
- Corinne Lepage (Cap21)
- François Bayrou (UDF)
- Nicolas Miguet (Rassemblement des contribuables français)
- Nicolas Sarkozy (UMP)
- Jean-Christophe Parisot (Force citoyenne)
- Rachid Nekkaz (Club des élus)
- Jean-Michel Jardry (Centre national des indépendants et paysans)
- Nicolas Dupont-Aignan (Debout la République)
- Jean-Marc Governatori (Alliance écologiste indépendante)

### Soutiens de personnalités
De nombreuses personnalités françaises ont également adhéré au Pacte écologique :
- Anémone (actrice)
- Yann Arthus-Bertrand (photographe)
- Charles Berling (acteur)
- Catherine Chabaud (navigatrice)
- Julien Clerc (chanteur)
- Yves Duteil (chanteur)
- Jean-Louis Étienne (explorateur)
- Nicolas Vanier (explorateur)
- Jane Goodall (primatologue)
- Didier Gustin (humoriste)
- Marc Jolivet (humoriste)
- Mathieu Kassovitz (acteur-réalisateur)
- Claire Keim (actrice)
- Marc Lavoine (chanteur)
- Bixente Lizarazu (footballeur)
- Pascal Obispo (chanteur)
- Erik Orsenna (écrivain)
- Hubert Reeves (astrophysicien)

## Propositions
Nicolas Hulot et le Comité de Veille Écologique proposent cinq mesures plus concrètes applicables techniquement et juridiquement dès le début du mandat du nouveau président de la République :
1. création d’un poste de vice-premier ministre chargé du développement durable ;
2. instauration d’une « taxe carbone » en croissance régulière ;
3. réorientation des subventions agricoles vers une agriculture de qualité ;
4. systématisation des procédures de démocratie participative ;
5. mise en place d’une politique éducative et sensibilisatrice à l'écologie et au développement durable.

## Élections municipales
L'action s’est poursuivie pour les élections municipales de mars 2008, la Fondation Nicolas-Hulot pour la nature et l'Homme proposant à cette occasion un « guide de l'éco-électeur ». Au regard de sept enjeux écologiques majeurs d'une commune, ce guide souligne des défis environnementaux jugés importants, les leviers d'action du maire, propose des « bonnes » pratiques et de mobiliser les candidat(e)s aux élections municipales tout en s'impliquant dans la vie locale.

## Application du pacte
Au lendemain de la présidentielle, la Fondation Nicolas-Hulot pour la nature et l'Homme et les experts de son comité de veille écologique rappellent qu'ils veilleront à ce que les promesses se traduisent en actes concrets notamment pendant le Grenelle de l'environnement,. Mais à l'issue de ces travaux, la Fondation décide de se désengager du dialogue qu'elle ne juge pas assez ambitieux en matière d'écologie.

## Critiques
Certains écologistes estiment que le Pacte écologique proposé par Nicolas Hulot aurait contribué à exclure d'emblée le thème de l'écologie de la campagne électorale 2007, ce thème étant considéré comme « déjà traité » dès lors que les candidats avaient signé le pacte, et de ce fait relégué au second plan.

## Annexe